# 松阪廣政

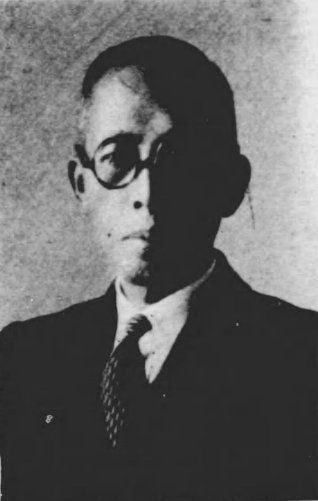
松阪廣政

松阪廣政（日語：まつざか ひろまさ，異體字：松坂廣政，1884年3月25日—1960年1月5日），為日本政治家、律師、檢察官，於太平洋戰爭中期出任司法大臣。

## 簡歷
松阪廣政1884年生於京都府久世郡宇治町（現宇治市），為當地一名製茶業地主之子。早期先後入讀京都府第二中學校、東京神田中學校、第一高等學校，1910年畢業於東京帝國大學法科大學法律學英法科。1912年，松阪成為一名檢察官。
1927年10月，松阪與同局檢事正塩野季彥，成立一個主要以一般檢察的思想問題特別部「思想専門」（俗稱思想部），其後在思想部長平田勳支持下，松阪成為三一五事件、四一六事件的實質指揮者。
1941年出任檢事總長。1943年，在時任首相東條英機命令下，松阪努力追捕「反東條」的思想家中野正剛，其後又釋放中野，最後還是將中野迫上自殺之路（中野正剛事件）。一年後，松阪獲得提拔，出任小磯內閣的司法大臣，於鈴木貫太郎内閣獲得留任。但與此同時，弟弟政文和次子廣次分別在這段時期戰死（政文於中國抗日戰爭戰死，而廣次在沖繩島戰役中獲選為特別攻擊隊，最後戰死）。
1945年12月，他被遠東國際軍事審判第三次以甲級戰犯懷疑者拘捕，收押於巢鴨監獄，坐牢期間辭任貴族院議員，而遠東國際軍事審判最後裁定他無罪釋放，之後接受公職追放。晚年成為律師，並擔任佐藤榮作的私人律師。

## 家庭
松阪廣政之父名為松阪金三郎，是一名地主，而廣政有兩名弟弟，分別是松阪三郎與中井政文。而廣政與妻子幹育有三子，分別是長男廣一（後加入住友金属工業）、次子廣政（在沖繩島戰役成為特別攻擊隊而戰死）、三男廣三（一名婦產科醫師）。